# کامپالا
کامپالا پایتخت کشور اوگاندا است و به همراه انتبه دومین شهر بزرگ اوگاندا به‌شمار می‌آید. این شهر ۱٬۴۲۰٬۰۰۰ هزار نفر جمعیت دارد و در کنار دریاچه ویکتوریا قرار گرفته‌است.

## پیشینه
موتسای یکم، شاه بوگاندا منطقه‌ای که بعدها کامپالا در آن ساخته شد را به عنوان شکارگاه محبوب خود برگزید. این منطقه از تپه‌ماهورهای بسیار و مرداب‌های زیادی تشکیل شده‌بود و محلی بسیار مناسب را برای زندگی گونه‌ای از بز کوهی به نام ایمپالا را تشکیل می‌داد. بریتانیایی‌ها نیز زمانی که به این منطقه رسیدند آن را «تپه‌های ایمپالا» نامیدند.
ترجمهٔ نام «تپه‌های ایمپالا» در زبان محلی (زبان لوگاندا) «کاسوزی کا اِمپالا» بود و با گذر زمان تنها بخش دوم این نام به‌جا ماند و به صورت کامپالا درآمد.
کامپالای امروزی در حدود سال ۱۸۸۰ و به عنوان پایتخت بوگاندا شکل گرفت. از آن دوران چند ساختمان هنوز بر جا مانده‌است از جمله گورهای کاسوبی (ساخته‌شده در ۱۸۸۱)، پارلمان بوگاندا، ساختمان دادگستری بوگاندا و محل تاج‌گذاری ناگالبی بودو.
کامپالا در جریان جنگ اوگاندا-تانزانیا به‌سختی آسیب دید ولی در جریان بازسازی، ساختمان‌های نو از جمله هتل‌ها، بانک‌ها، مراکز خرید، نهادهای آموزشی، بیمارستان‌های گوناگونی در آن ساخته شد.
کامپالا سنتاً از هفت تپه تشکیل شده بود اما با گذر زمان تپه‌های بسیار دیگری را دربر گرفته‌است.
شهر کامپالا با مشکل بزرگ ابتلا با بیماری ایدز روبه‌روست. به گفته وزارت بهداشت اوگاندا، ۹٫۲ درصد از بزرگسالان شهر و ۴۷ درصد از روسپیان این شهر به ویروس ایدز دچار شده‌اند.

## نگارخانه

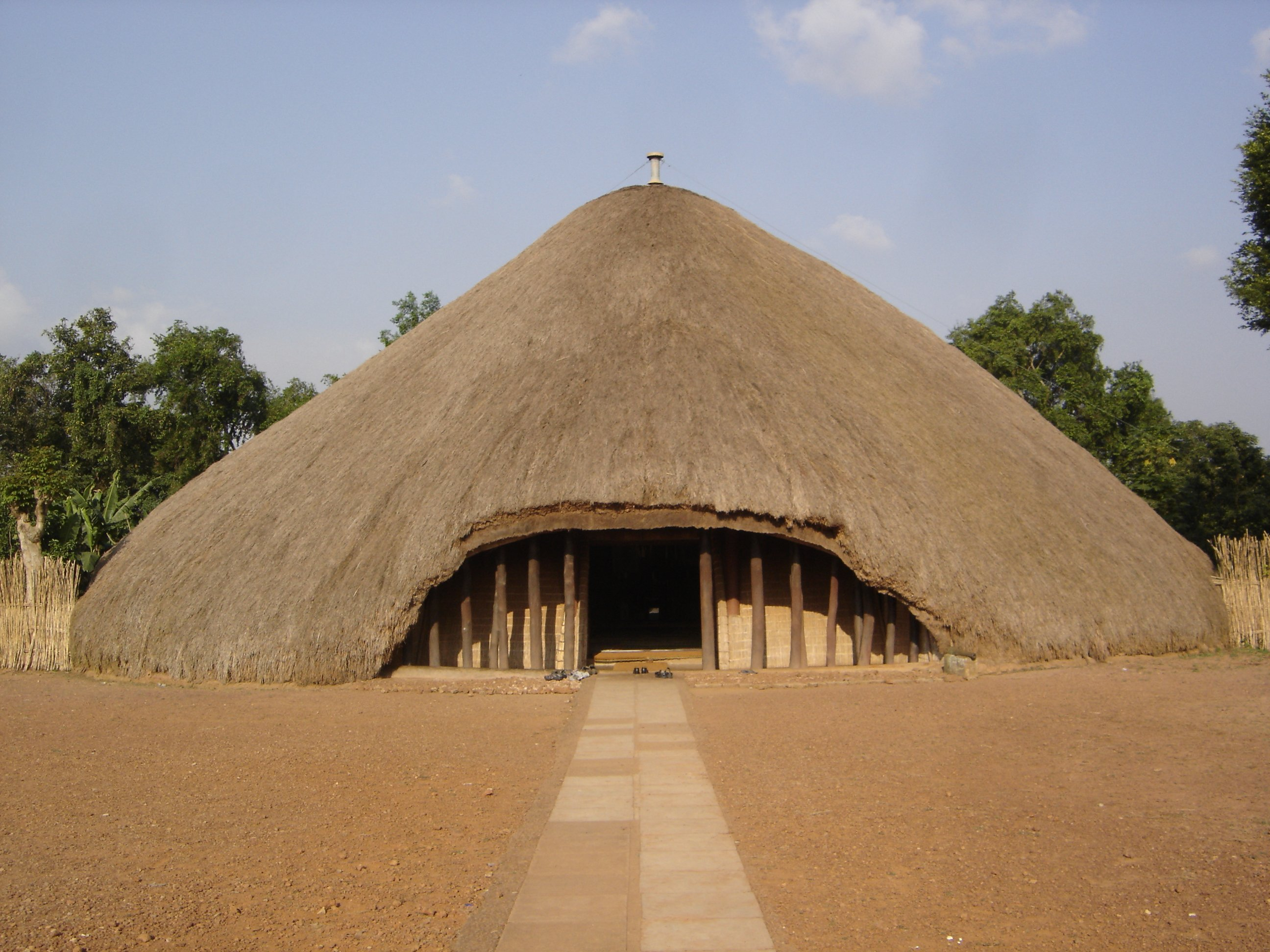
مقبره های کاسوبی
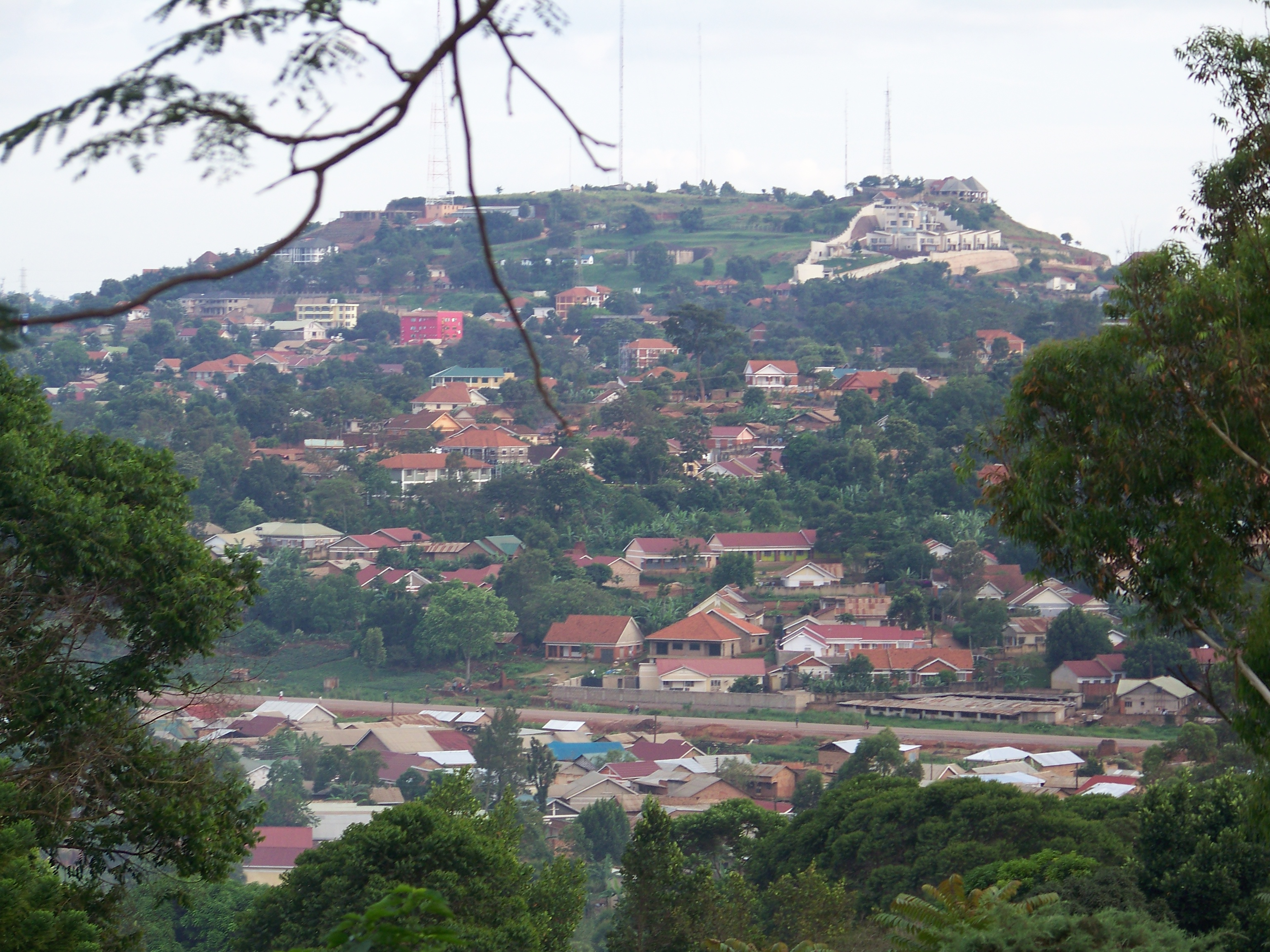
حومه کامپالا
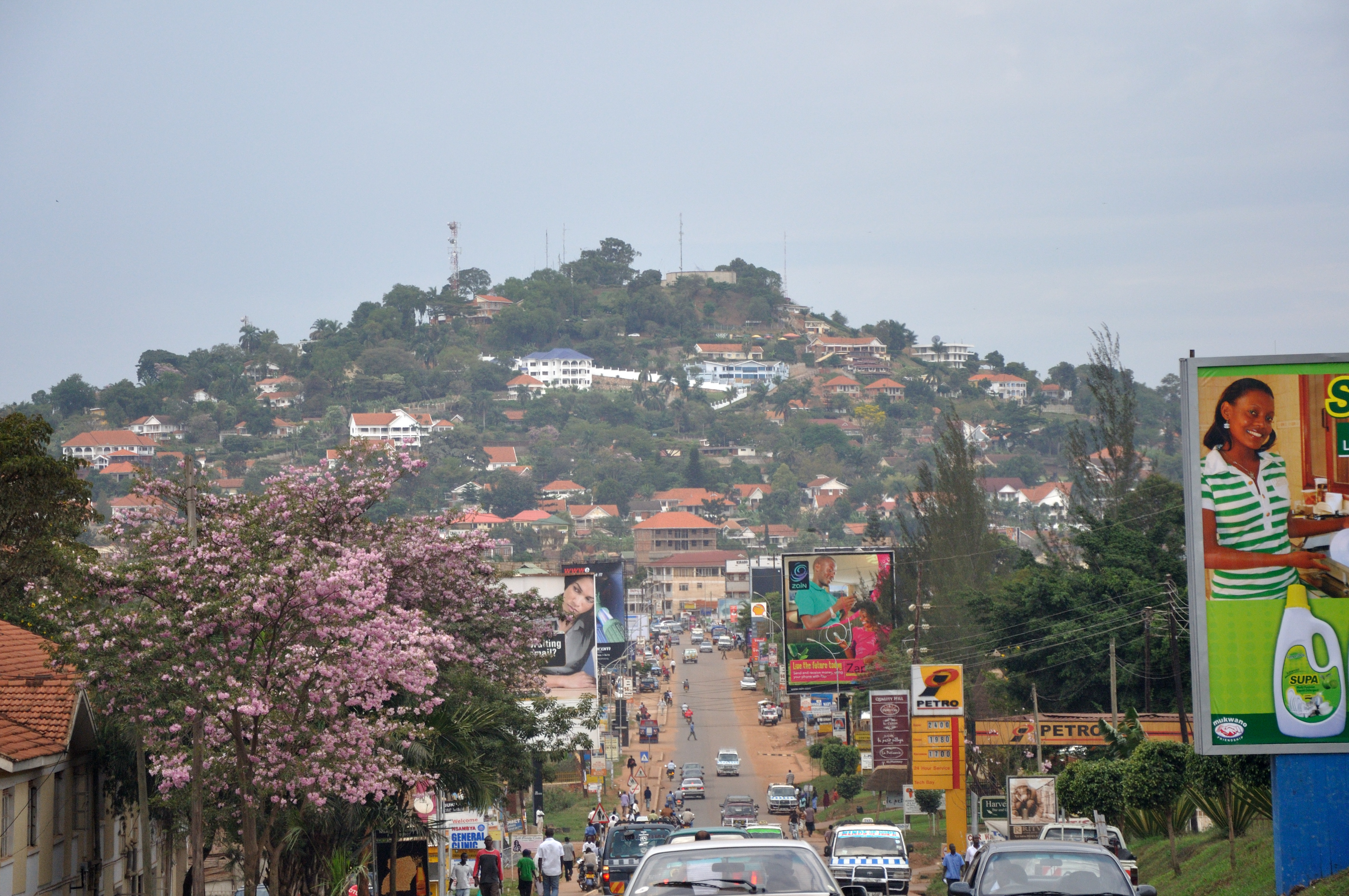
نمایی از تپه کامپالا
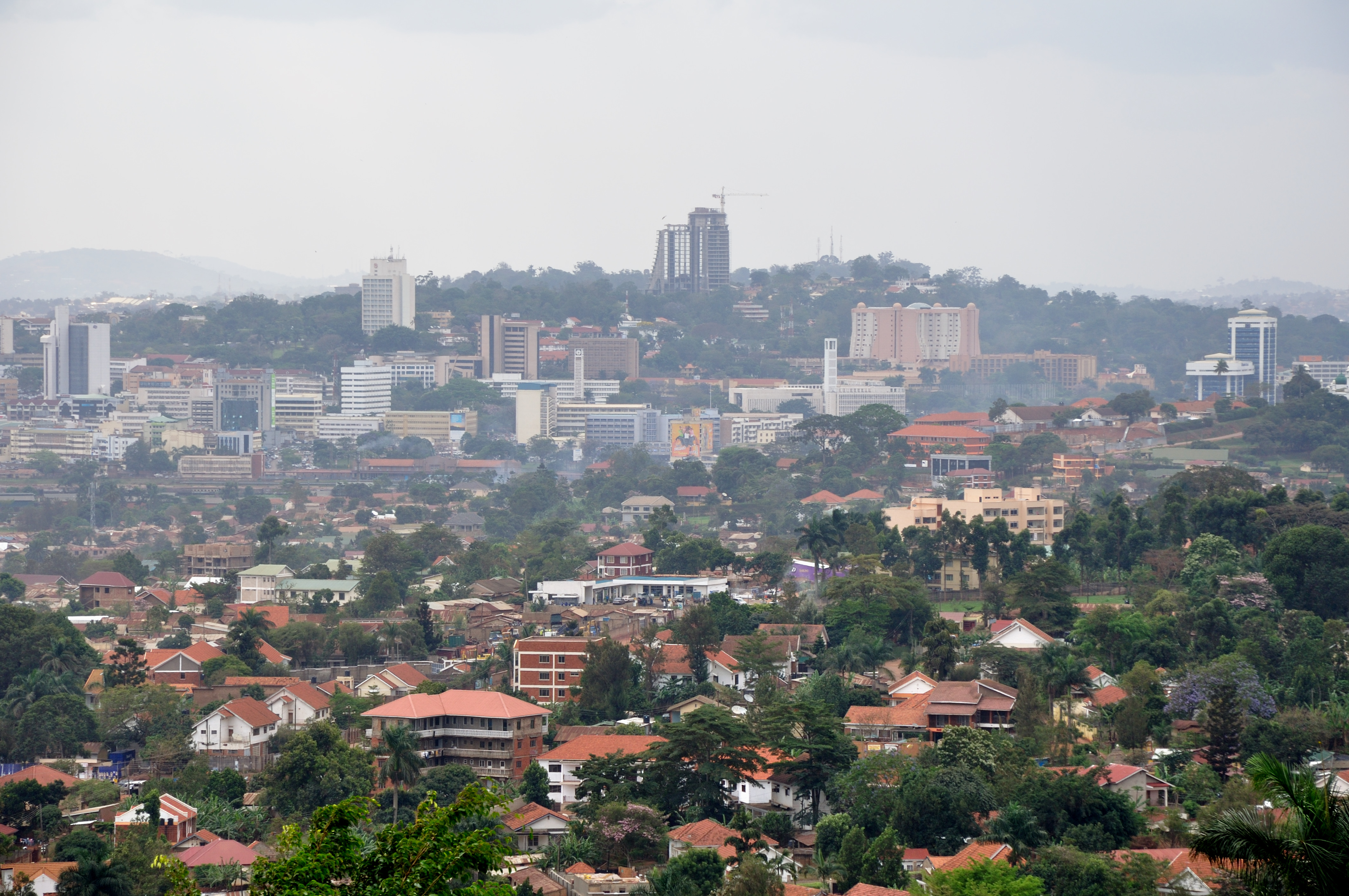
خط افق کامپالا
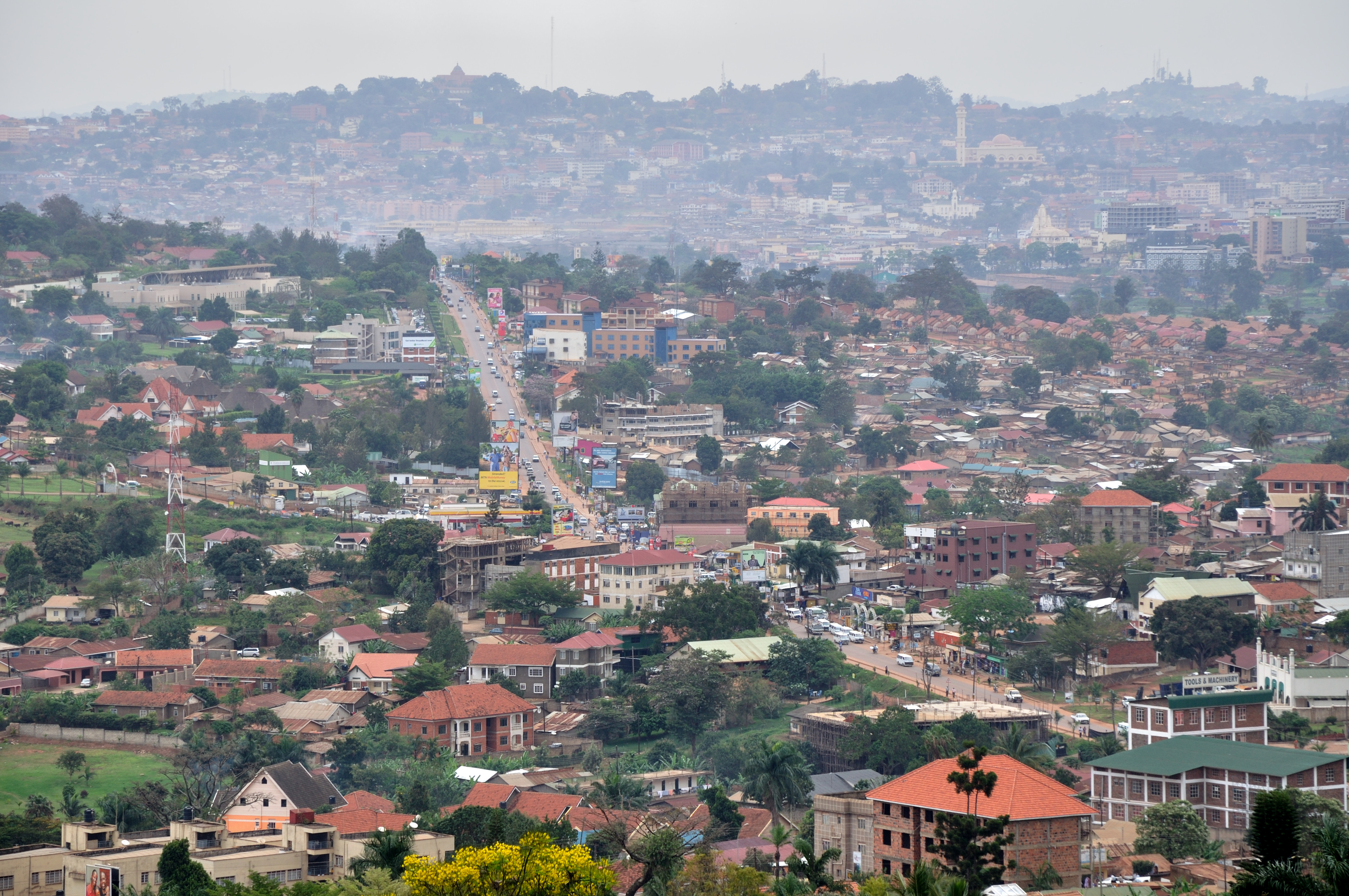
حومه های دور افتاده
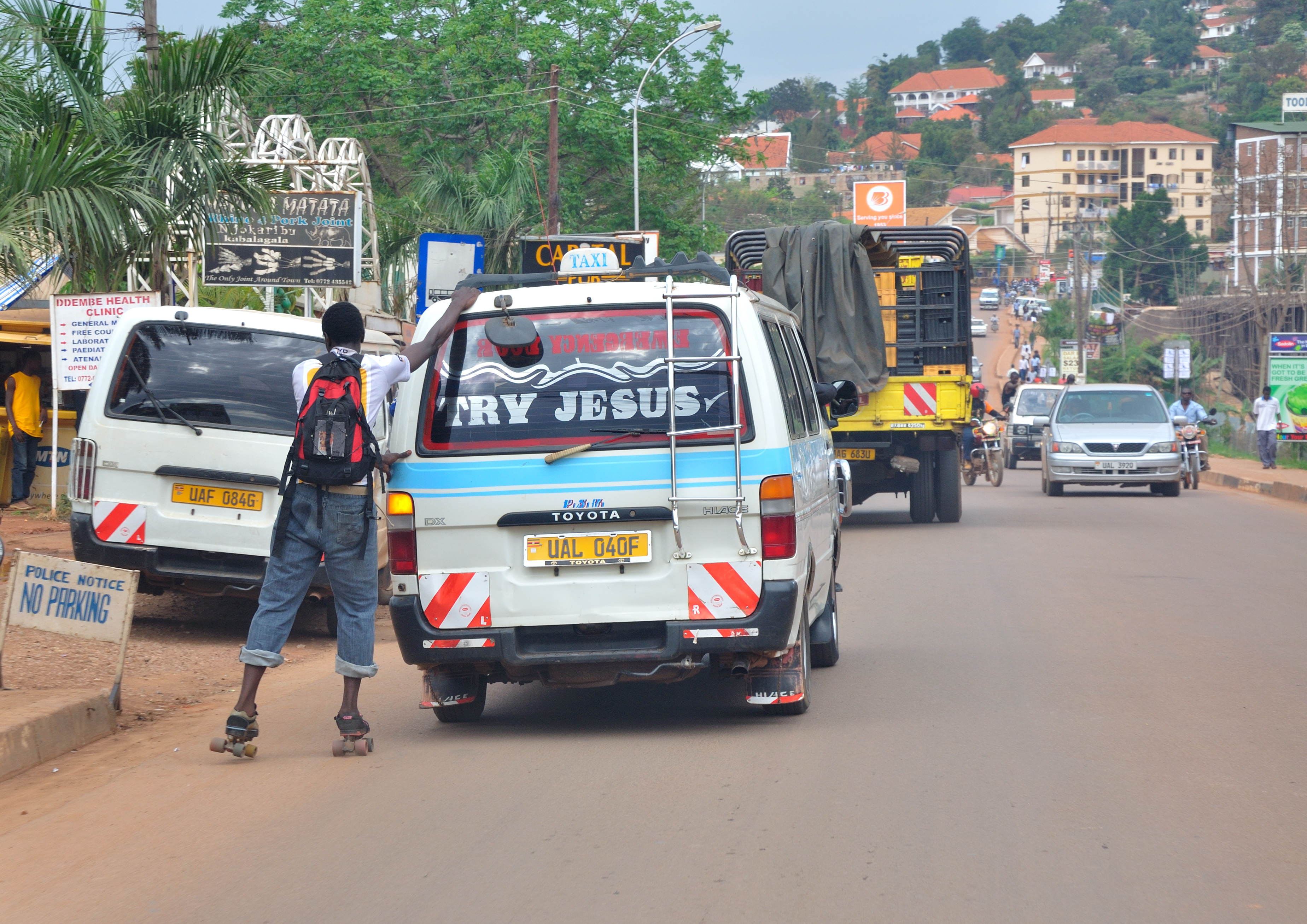
یک خیابان کامپالا
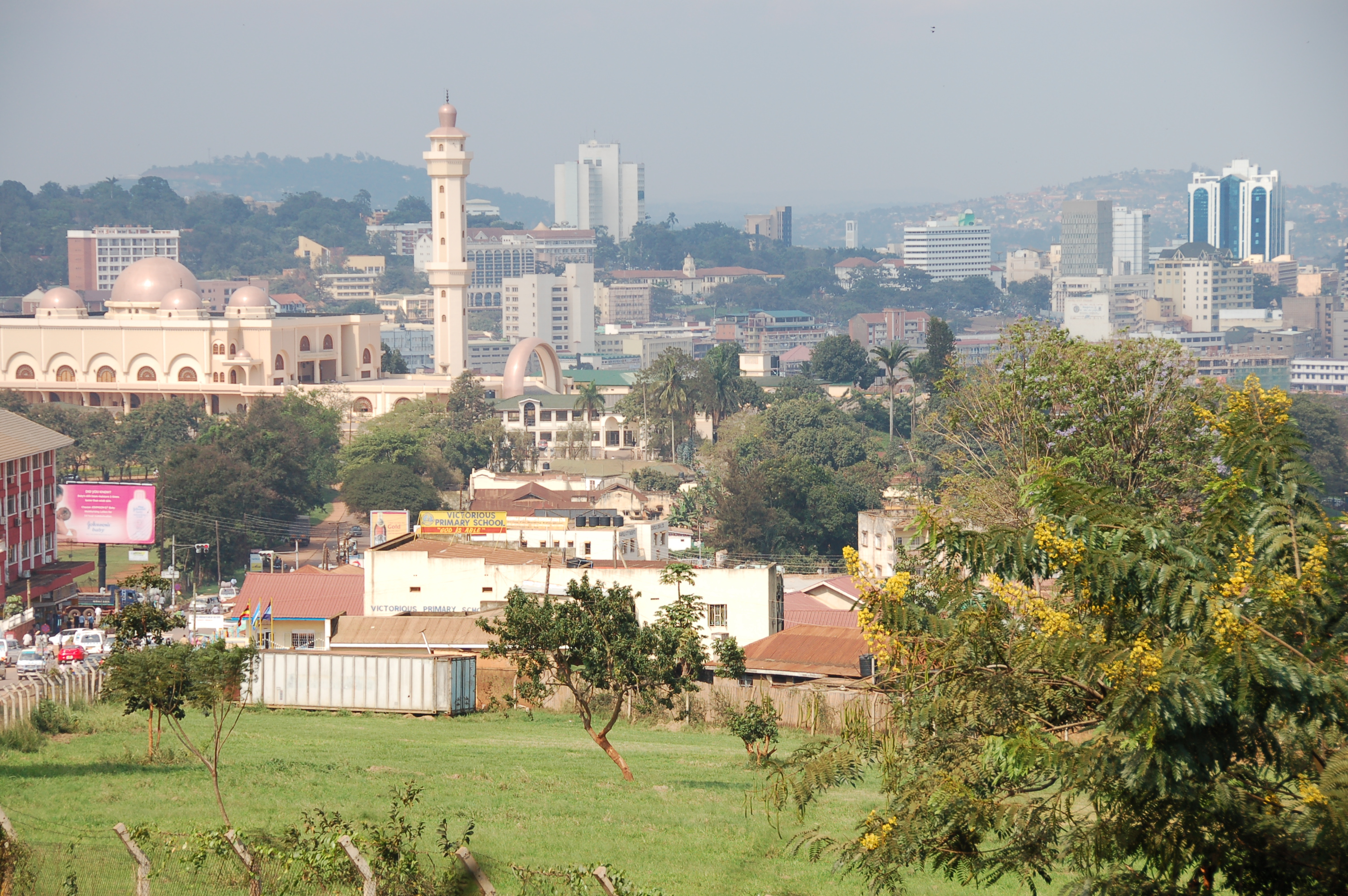
مسجد ملی  معمر قذافی و خط افق کامپالا
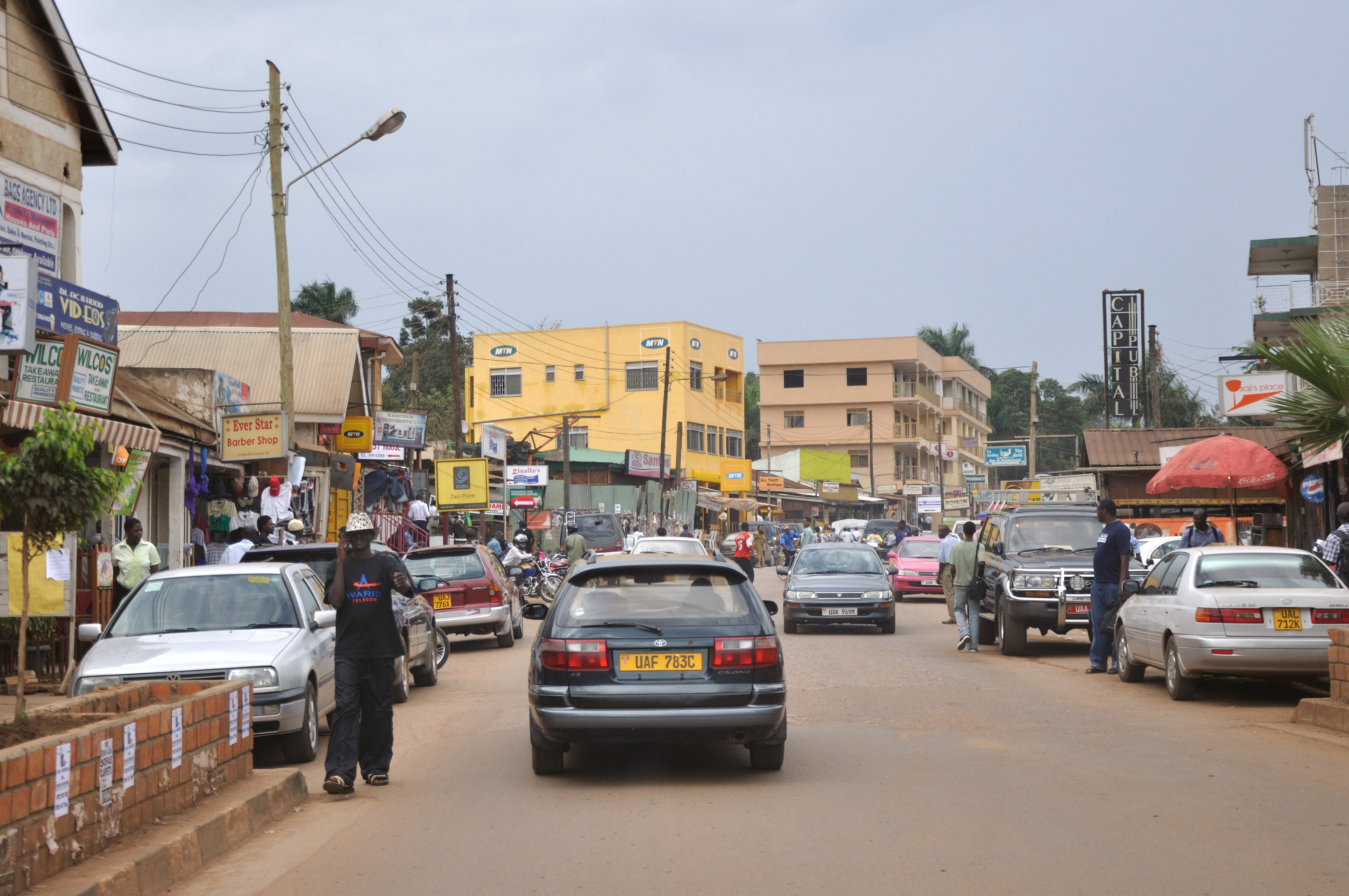
یک خیابان معمولی کامپالا
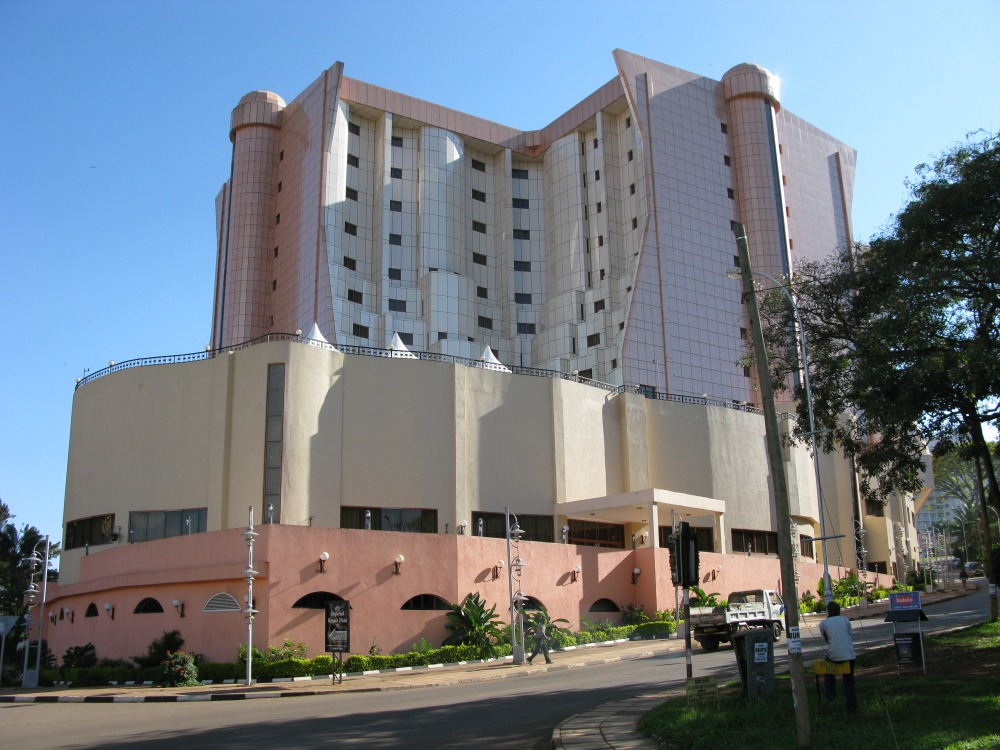
هتلی در کامپالا
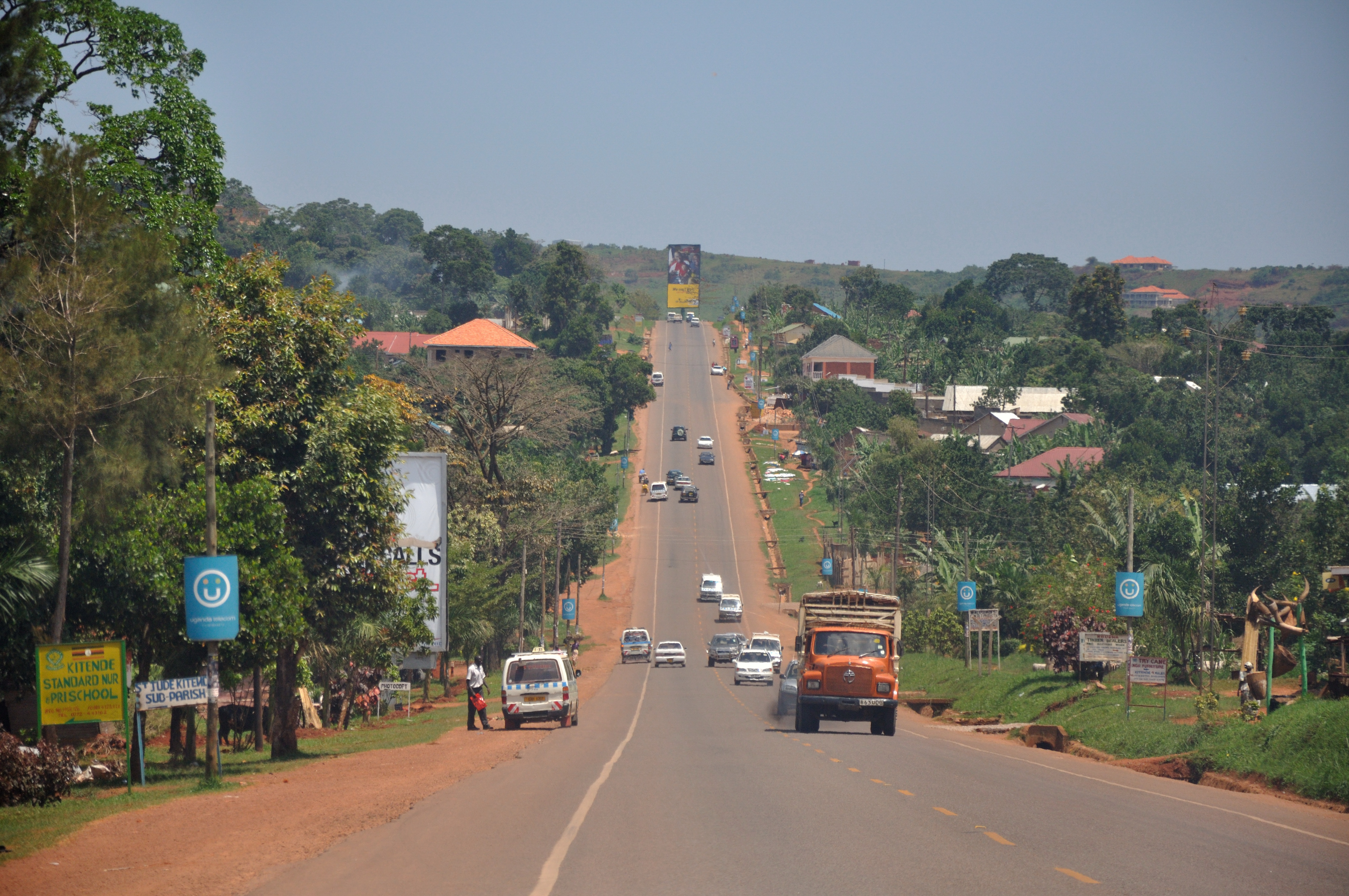
یک جاده معمولی کامپالا
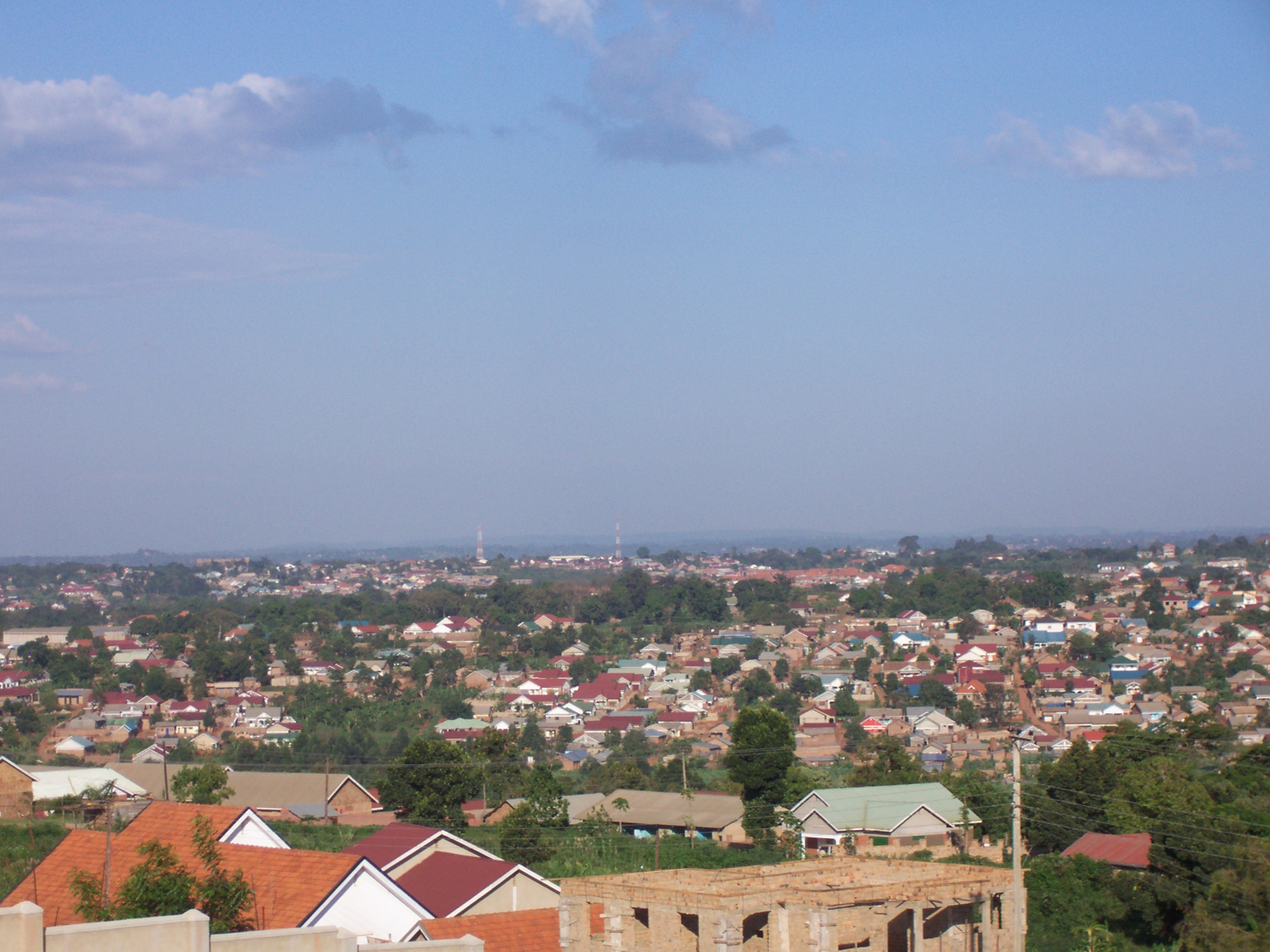
حومه کامپالا